# Pedra Branca
Pedra Branca este un oraș în statul Ceará (CE) din Brazilia.